# AB Vårgårda armaturer

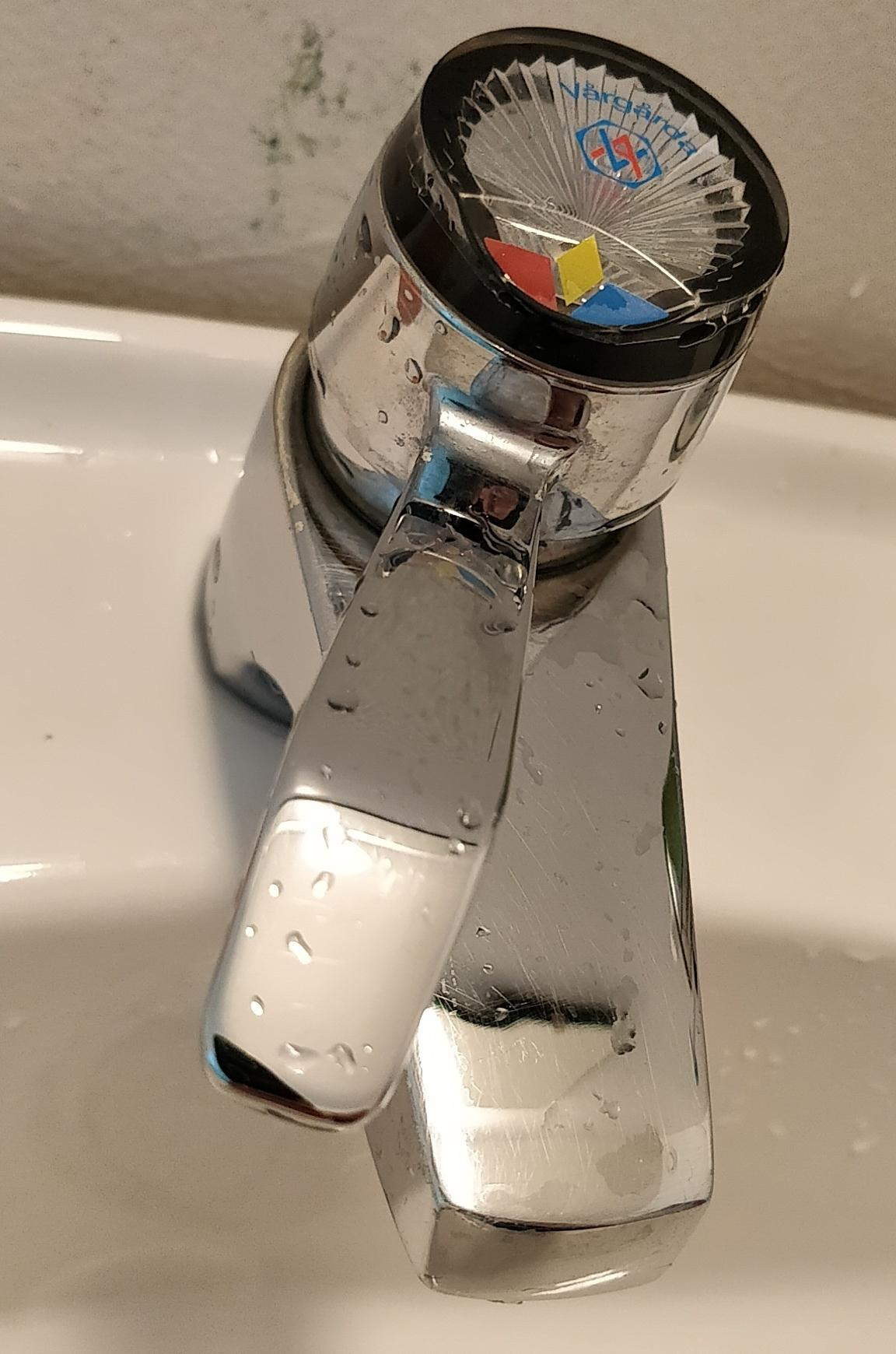
Handfatsblandare från Vårgårda med företagets karaktäristiska symbol för vattentemperatur synlig på ovansidan.

AB Vårgårda armaturer var en tillverkare av VVS-produkter i Vårgårda. Verksamheten ingår sedan 1987 i Gustavsberg Villeroy & Boch och grundades 1920 i Vårgårda av Erik Gustav Hedblom och 1924 antogs företagsnamnet AB Vårgårda armaturfabrik. 1966 såldes bolaget till Coronaverken. Nya ägare följde i Aga (1974) och Saab-Scania (1984) innan AB Gustavsberg köpte bolaget 1987. Tillverkning sker fortfarande idag på samma plats.